# Wjatscheslaw Wassiljewitsch Ragosin
Wjatscheslaw Wassiljewitsch Ragosin (russisch Вячеслав Васильевич Рагозин, wiss. Transliteration Vjačeslav Vasil'evič Ragozin; * 8. Oktober 1908 in Sankt Petersburg; † 11. März 1962 in Moskau) war ein sowjetischer Schach-Großmeister und der 2. Fernschachweltmeister.

## Leben
Ragosin, von Beruf Ingenieur, hatte Ende der 1920er Jahre im heimatlichen Sankt Petersburg schachliche Erfolge. 1930 verlieh man ihm den sowjetischen Meistertitel, nachdem er Alexander Fjodorowitsch Iljin-Schenewski in einem Wettkampf mit 8:6 (+6 =6 −4) geschlagen hatte. Ab Mitte der 1930er Jahre gelang es ihm immer wieder, hohe Platzierungen auf den UdSSR-Meisterschaften zu erreichen, ohne indes je den Titel zu erringen. Ausgezeichnete Ergebnisse gelangen ihm im In- und Ausland auch in den 1940er Jahren. So wurde er beispielsweise 1947 in Moskau Zweiter hinter Botwinnik.
Im Jahre 1950 verlieh ihm der Weltschachbund FIDE, deren Vize-Präsident er von 1950 bis 1961 war, den Großmeistertitel. Er war ein enger Freund und Analysepartner des Weltmeisters Michail Botwinnik. Botwinnik veröffentlichte in den 1980er Jahren eine Vielzahl von geheimen Trainingspartien mit Ragosin.
Die UdSSR erhielt für die 1955 begonnene 2. Fernschachweltmeisterschaft einen Freiplatz, den der Verband an Ragosin vergab. Dies erfolgte überraschend, weil damit der amtierende UdSSR-Fernschachmeister übergangen wurde. Als das Fernturnier 1958 beendet war, war Großmeister Ragosin Weltmeister.
Wjatscheslaw Ragosin starb 1962, bevor er den Titel beim nächsten Turnier um die Weltmeisterschaft verteidigen konnte.
Nach Ragosin, der einer der gründlichsten Analytiker in der Sowjetunion war, ist eine Variante im Damengambit benannt: die Ragosin-Variante (1. d2–d4 d7–d5 2. c2–c4 e7–e6 3. Sb1–c3 Sg8–f6 4. Sg1–f3 Lf8–b4).

## Partiebeispiel
|   | a | b | c | d | e | f | g | h |   |
| 8 |   |   |   |   |   |   |   |   | 8 |
| 7 |   |   |   |   |   |   |   |   | 7 |
| 6 |   |   |   |   |   |   |   |   | 6 |
| 5 |   |   |   |   |   |   |   |   | 5 |
| 4 |   |   |   |   |   |   |   |   | 4 |
| 3 |   |   |   |   |   |   |   |   | 3 |
| 2 |   |   |   |   |   |   |   |   | 2 |
| 1 |   |   |   |   |   |   |   |   | 1 |
|   | a | b | c | d | e | f | g | h |   |

In der folgenden Partie gewann Ragosin mit den weißen Steinen bei der UdSSR-Meisterschaft in Moskau 1945 gegen Wladimir Alatorzew.
Ragosin–Alatorzew 1:0
Moskau, 23. Juni 1945
Halbslawische Verteidigung, D46
1. d4 d5 2. c4 c6 3. Sc3 Sf6 4. e3 e6 5. Sf3 Sbd7 6. Ld3 Lb4 7. 0–0 0–0 8. Dc2 Ld6 9. e4 dxc4 10. Lxc4 e5 11. dxe5 Sxe5 12. Sxe5 Lxe5 13. h3 De7 14. Ld3 Sh5 15. Se2 Dh4 16. f4 Lc7 17. f5 Sg3 18. Tf3 Sxe4 19. Lf4 Lb6+ 20. Kh2 Sf2 21. Lg3 Sg4+ 22. Kh1 Dh5 23. a4 Se3 24. Db1 a5 25. Lf2 Te8 26. Dg1 Lxf5 27. Lxf5 Sxf5 28. g4 Dh6 29. gxf5 Txe2 30. Lxb6 Tae8 31. Taf1 Txb2 32. Ld4 Tb4 33. Lxg7 1:0